# Risinium

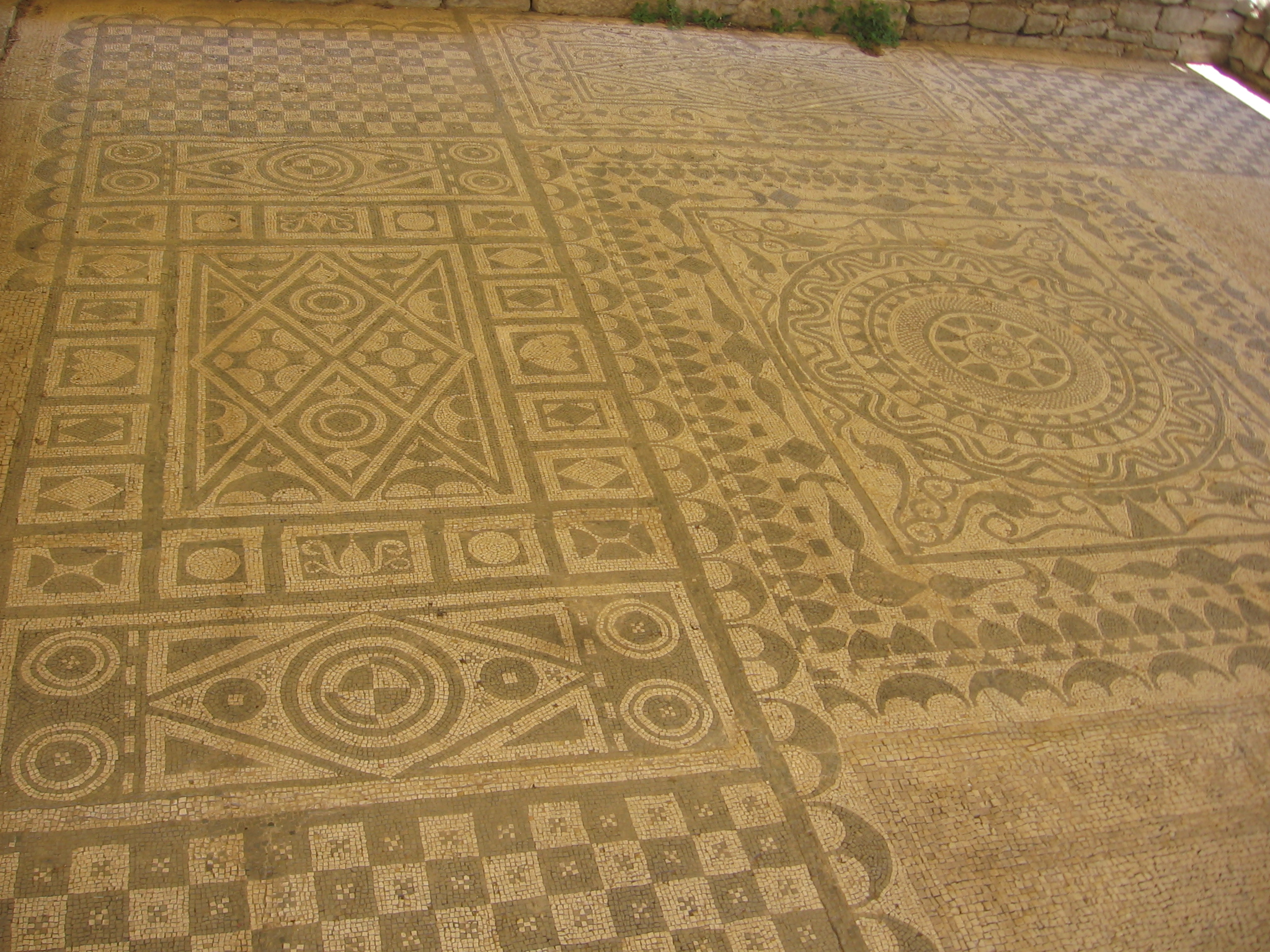
Rzymskie mozaiki w starożytnym mieście Risinium

Risinium (łac. Risinitanus) – stolica historycznej diecezji w Dalmacji Superiore, sufragania również historycznej archidiecezji Doclea, współcześnie miejscowość Risan w Czarnogórze. Obecnie katolickie biskupstwo tytularne. W latach 1980–1986 biskupem tytularnym Risinium był Władysław Ziółek, biskup pomocniczy łódzki, późniejszy arcybiskup.

## Biskupi tytularni
| Lp. | Biskup                                                     | Funkcja                                                       | Od                | Do               |
| --- | ---------------------------------------------------------- | ------------------------------------------------------------- | ----------------- | ---------------- |
| 1   | Ubald Langlois OMI                                         | wikariusz apostolski Grouard (Kanada)                         | 30 marca 1938     | 18 września 1958 |
| 2   | Alphonse-Célestin-Basile Baud OFMCap                       | wikariusz apostolski Berbérati (Republika Środkowoafrykańska) | 10 kwietnia 1954  | 14 września 1955 |
| 3   | Raúl Zambrano Camader                                      | biskup pomocniczy Popayán (Kolumbia)                          | 29 grudnia 1956   | 26 kwietnia 1962 |
| 4   | Charles Borromeo McLaughlin                                | biskup pomocniczy Raleigh (USA)                               | 13 stycznia 1964  | 2 maja 1968      |
| 5   | Paolo Botto arcybiskup pro hac vice                        | emerytowany biskup Cagliari (Włochy)                          | 2 maja 1969       | 3 grudnia 1970   |
| 6   | Reginaldo Giuseppe Maria Addazi OP arcybiskup pro hac vice | emerytowany arcybiskup Trani-Barletta-Bisceglie (Włochy)      | 3 lipca 1971      | 7 lutego 1975    |
| 7   | Giovanni Pes                                               | biskup pomocniczy Oristano (Włochy)                           | 25 kwietnia 1975  | 23 maja 1979     |
| 8   | Władysław Ziółek                                           | biskup pomocniczy łódzki                                      | 12 marca 1980     | 24 stycznia 1986 |
| 9   | Abraham Escudero Montoya                                   | biskup pomocniczy Medellín (Kolumbia)                         | 22 maja 1986      | 30 kwietnia 1990 |
| 10  | John Richard McNamara                                      | biskup pomocniczy Bostonu (USA)                               | 14 kwietnia 1992  | 16 kwietnia 2001 |
| 11  | Gáspár Ladocsi                                             | biskup pomocniczy Esztergom-Budapest (Węgry)                  | 28 listopada 2001 |                  |